# USS Prince William (CVE-31)
Авіаносець «Принс-Вільям» (англ. USS Prince William (CVE-31)) — ескортний авіаносець США часів Другої світової війни типу «Боуг» (2 група, тип «Ameer»/«Ruler»).

## Історія створення
Авіаносець «Принс-Вільям» був закладений 18 травня 1942 року на верфі «Seattle-Tacoma Shipbuilding Corporation». Спущений на воду 23 серпня 1942 року, вступив у стрій 9 квітня 1943 року. Початково був призначений для передачі ВМС Великої Британії, але згодом був залишений у складі ВМС США.

## Історія служби
Після вступу у стрій протягом 1943-1944 років авіаносець «Принс-Вільям» використовувався як авіатранспорт для перевезення літаків на острови Тихого океану.
У травні 1944 року був переведений в Атлантичний океан, де використовувався як навчальний авіаносець для підготовки льотчиків морської авіації. 
Навесні 1945 року «Принс-Вільям»  знову був переведений на Тихий океан, де  використовувався для перевезення авіаційної техніки.
Восени 1945 року брав участь в операції «Чарівний килим» із повернення на батьківщину американських військовослужбовців.
29 серпня 1946 року «Принс-Вільям» був виведений в резерв. 12 червня 1955 року він був перекласифікований в ескортний вертольотоносець CVHE-31.
1 березня 1959 року «Принс-Вільям» був виключений зі складу флоту і у 1961 році розібраний на метал в Японії.